# Escalada esportiva als Jocs Olímpics
L'escalada esportiva és una disciplina d'escalada que va fer el seu debut olímpic en els Jocs Olímpics d'Estiu de 2020 a Tòquio, al Japó. La modalitat es va provar prèviament als Jocs Olímpics d'Estiu de la Joventut de 2018. Es tracta d'un esport relativament nou en el programa olímpic, però amb una comunitat de seguidors i practicants en creixement arreu del món. La inclusió de l'escalada esportiva en els Jocs Olímpics forma part d'una iniciativa del Comité Olímpic Internacional (COI) per a atraure audiències més joves i introduir esports d'acció que reflecteixen les noves tendències globals.

## Federació Internacional
Com que la Federació Internacional d'Escalada Esportiva (IFSC, de l'anglés) és l'organisme responsable de l'escalada esportiva a escala mundial, és l'encarregada de gestionar la inclusió de l'escalada als Jocs Olímpics. Des de la decisió de l'entrada de l'escalada esportiva al programa olímpic el 2020, l'IFSC ha treballat estretament amb el COI per a establir els criteris de classificació, el format de competició i les regulacions tècniques per a l'esdeveniment.

## Proves
En la primera edició de Tòquio 2020, els atletes van competir en les tres modalitats principals d'escalada esportiva en una prova combinada: velocitat, blocs i dificultat. La puntuació final dels escaladors i els medallistes es decidien segons el resultat combinat de les tres modalitats.
La segona edició, a París 2024, el format de competició es va modificar i l'escalada es va dividir en dues proves diferenciades: una de velocitat, on els atletes competeixen exclusivament en aquesta disciplina, i una altra prova combinada que integra les modalitats de blocs i dificultat.

### Categoria femenina
| Edicions                        |           |           |      |      |
| Prova                           | 2020      | 2024      | 2028 | Anys |
| Escalada de velocitat femenina  | Combinada | •         |      | 2    |
| Escalada de dificultat femenina | Combinada | Combinada |      | 2    |
| Escalada de blocs femenina      | Combinada | Combinada |      | 2    |

### Categoria masculina
| Edicions                         |           |           |      |      |
| Prova                            | 2020      | 2024      | 2028 | Anys |
| Escalada de velocitat masculina  | Combinada | •         |      | 2    |
| Escalada de dificultat masculina | Combinada | Combinada |      | 2    |
| Escalada de blocs masculina      | Combinada | Combinada |      | 2    |

## Medallistes

### Categoria masculina
| Edició           | Modalitat                        | Or                        | Plata                   | Bronze               |
| ---------------- | -------------------------------- | ------------------------- | ----------------------- | -------------------- |
| Tòquio 2020      | Velocitat, dificultat i de blocs | Alberto Ginés López (ESP) | Nathaniel Coleman (EUA) | Jakob Schubert (AUT) |
| París 2024       | Velocitat                        | Veddriq Leonardo (INA)    | Wu Peng (CHN)           | Sam Watson (USA)     |
| París 2024       | Blocs i dificultat               | Toby Roberts (GBR)        | Sorato Anraku (JPN)     | Jakob Schubert (AUT) |
| Los Angeles 2028 | Velocitat                        |                           |                         |                      |
| Los Angeles 2028 | Dificultat                       |                           |                         |                      |
| Los Angeles 2028 | Blocs                            |                           |                         |                      |

### Categoria femenina
| Edició           | Modalitat                        | Or                        | Plata                 | Bronze                   |
| ---------------- | -------------------------------- | ------------------------- | --------------------- | ------------------------ |
| Tòquio 2020      | Velocitat, dificultat i de blocs | Janja Garnbret (SLO)      | Miho Nonaka (JPN)     | Akiyo Noguchi (JPN)      |
| París 2024       | Velocitat                        | Aleksandra Mirosław (POL) | Deng Lijuan (CHN)     | Aleksandra Kałucka (POL) |
| París 2024       | Blocs i dficultat                | Janja Garnbret (SLO)      | Brooke Raboutou (EUA) | Jessica Pilz (AUT)       |
| Los Angeles 2028 | Velocitat                        |                           |                       |                          |
| Los Angeles 2028 | Dificultat                       |                           |                       |                          |
| Los Angeles 2028 | Blocs                            |                           |                       |                          |

## Medaller
| Posició | País            | Or | Argent | Bronze | Total |
| 1       | Eslovènia       | 2  |        |        | 2     |
| 2       | Polònia         | 1  |        | 1      | 2     |
| 3       | Espanya         | 1  |        |        | 1     |
| 4       | Indonèsia       | 1  |        |        | 1     |
| 5       | Regne Unit      | 1  |        |        | 1     |
| 6       | Japó            |    | 2      | 1      | 3     |
| 7       | Estats Units    |    | 2      | 1      | 3     |
| 8       | R.P. de la Xina |    | 2      |        | 2     |
| 9       | Àustria         |    |        | 3      | 3     |
| Total   | Total           | 6  | 6      | 6      | 18    |